# 倪哲明
倪哲明（1925年—），女，原籍浙江余姚，生于上海，中国分析化学家，曾任中国科学院环境化学研究所研究员、博士生导师。